# Alpha and Omega
Alpha and Omega é um filme estadunidense de animação, comédia e drama em 3D. Foi dublado em sua versão inglesa por Justin Long, Hayden Panettiere, Dennis Hopper, Danny Glover, Larry Miller, Eric Price, Vicki Lewis e Chris Carmack.
O filme foi lançado em 3-D (e também em 2-D) em 17 de setembro de 2010, para 2.625 cinemas em todo o país pela Lionsgate . Apesar da reação mista-a-negativo, o filme foi um sucesso de bilheteria, tornando-se a maior bilheteria de filme de animação a partir de Lionsgate Films , e desenvolveu um culto de seguidores entre os fãs e audiências.  Devido ao sucesso de bilheteria, uma sequência, A Lady e o Lobo 2: A Aventura de Natal , foi lançado em 8 de outubro de 2013, que também foi um sucesso, tornando Alpha and Omega o primeiro filme de uma franquia planejado . A Lady e o Lobo 3: Os Grandes Jogos de Lobo (2014), A Lady e o Lobo  4: A Lenda do Saw-Tooth Caverna (2014) e A Lady e o Lobo 5: Férias em Família (2015) estão atualmente em produção.
O filme foi dedicado a Dennis Hopper em memória de sua morte, sendo o seu desempenho final.

## Enredo
Humphrey, um lobo da classe Omega, é super-brincalhão, mas num dia de outono de 2010, ele se apaixona por uma loba da classe Alfa, Kate, que é da alcateia ocidental. O problema é que Alfas e Omegas não podem se casar. Três anos depois, Kate vai à Escola Alfa, onde aprende a ser uma caçadora de animais. Durante sua primeira caçada com três de seus companheiros, dois lobos de outra alcateia aparecem e acabam levando as renas para um grupo de centenas de renas.
Todos os lobos conseguem fugir, mas isto (um dos lobos de Kate, com quem estava na caçada) acaba se metendo numa briga com os lobos do leste. Por sorte, Humphrey e outros três ômegas aparecem e separam a briga. Kate, após voltar a sua casa e seguir secretamente seu pai, descobre que tem a obrigação de se casar com Max, um grande e lindo lobo da alcateia do leste. Ela o acha incrível, mas descobre que ele tem um péssimo uivo. Ela e Humphrey acabam sendo levados para Idaho, nos Estados Unidos em um parque imenso chamado Área de Recreação Nacional Sawtooth.
Lá, conhecem Marcel e o pato Paddy. Esses dois patos franceses (Paddy insiste em dizer ser franco-canadense), ajudam a dupla a voltar para o Parque Nacional de Jasper, seu parque de origem em Alberta, Canadá. Eles passam por proprietários furiosos, ursos ferozes e muitos perigos. Eles acabam voltando para Jasper, mas Kate se apaixonou por Humphrey, assim como Max se apaixonou por Lilly, irmã mais nova de Kate. Ambos falam isso na hora de seu casamento, de modo que seus pais Magnus e Tony acabem levando seus lobos a uma batalha pelo controle de Jasper. Kate, entretanto, vê um exército de renas chegando, e alerta os lobos.
Todos conseguem fugir pelos lados, exceto Tony e Magnus, mas Tony tem um problema na coluna, o que faz doer. Humphrey e Kate vão resgatá-los e conseguem, mas no caminho para ir até seu pai, Magnus, Kate é ferida por uma rena. Humphrey a protege de outras feridas, recebendo elas no lugar. Após alguns uivos, Kate acaba acordando. Todos aceitam abrir uma exceção e deixar Humphrey e Kate (e Lilly e Max) se casarem, fato que ocorre com alegria.

## Vozes originais
- Humphrey - Justin Long
- Kate - Hayden Panettiere
- Winston (Magnus) - Danny Glover
- Eva (Eve) - Vicki Lewis
- Tony - Dennis Hopper
- Garth (Max) - Chris Carmack
- Lilly - Christina Ricci
- Marcel - Larry Miller
- Paddy - Eric Price
- Candu - Eric Lopez
- Hutch - Paul Nakauchi
- Salty - Brian Donovan
- Shakey - Kevin Sussman
- Claws/Janice - Marilyn Tokuda
- Candy - Mela Lee
- Sweets - Bitsie Tulloch
- Reba - Christine Lakin
- Garn  - Fred Tatasciore
- Debbie - Mindy Sterling